# Конфигурация Паппа

Конфигурация Паппа

Конфигурация Паппа — конфигурация девяти точек и девяти прямых на евклидовой плоскости, по три точки на прямой и через каждую точку проходят три прямые.
Конфигурация названа в честь Паппа Александрийского. Теорема Паппа утверждает, что любые две тройки коллинеарных точек (точек, лежащих на одной прямой) ABC и abc (ни одна из которых не лежит на пересечении этих двух прямых) можно дополнить до конфигурации Паппа путём добавления шести прямых Ab, aB, Ac, aC, Bc, и bC и трёх точек, лежащих на пересечении этих прямых, X = Ab•aB, Y = Ac•aC и Z = Bc•bC. Эти три точки являются точками пересечений «противоположных» сторон шестиугольника AbCaBc. Согласно теореме Паппа, получившаяся система девяти точек и восьми прямых всегда содержит три точки пересечения X, Y и Z, называемые прямой Паппа.

Граф Паппа

Граф Леви конфигурации Паппа известен как граф Паппа. Это двудольный симметричный кубический граф с 18 вершинами и 27 рёбрами.

Конфигурация Паппа из треугольников XcC и YbB, находящихся в перспективе (перспектива треугольников — когда прямые, проведённые через вершины треугольников, пересекаются в одной точке)

Конфигурацию Паппа можно также получить из двух треугольников XcC и YbB, находящихся в перспективе друг другу (три прямые, проходящие через соответствующие пары точек, пересекаются в одной точке) тремя различными способами, если включить три центра перспективы Z, a and A. Точки конфигурации — это вершины треугольников и центры перспектив, а прямые конфигурации — это прямые, проходящие через пары точек, принадлежащих разным треугольникам. Конфигурация Дезарга может быть также определена в терминах перспективы треугольников, а конфигурацию Рейе можно определить аналогичным образом через два тетраэдра, находящихся в перспективе друг к другу четырьмя различными способами и образующих сцепленную систему тетраэдров.
Для любой невырожденной кубики (плоской алгебраической кривой 3-го порядка) на евклидовой плоскости, трёх вещественных точек перегиба кривой и четвёртой точки на кривой существует единственный способ дополнить эти четыре точки, чтобы получить конфигурацию Паппа, в которой все девять точек будут лежать на кривой.

## Внешние ссылки
- Weisstein, Eric W. Pappus Configuration (англ.) на сайте Wolfram MathWorld.